# Sarah Boberg

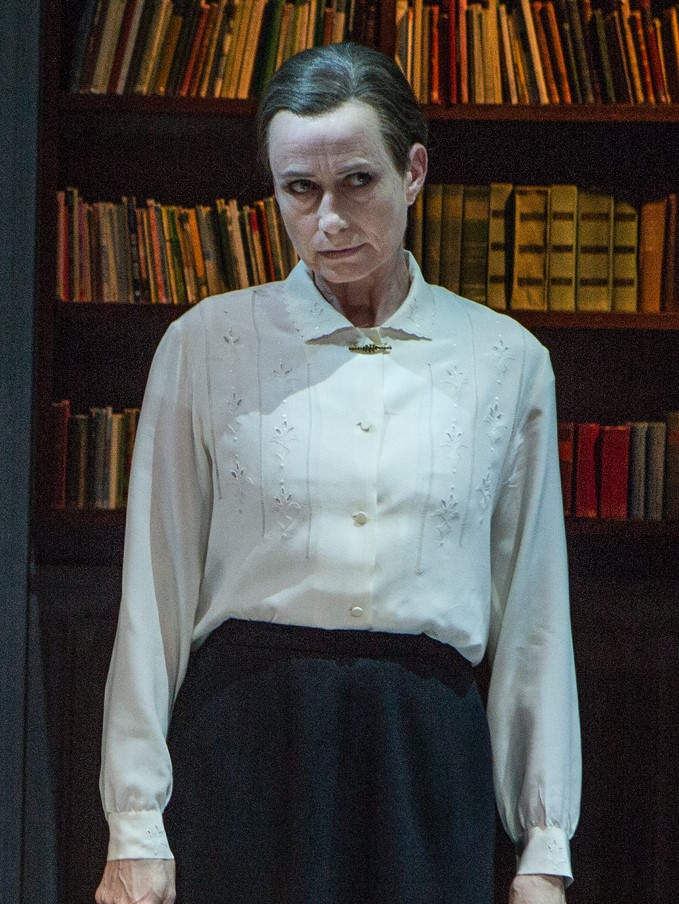
Sarah Boberg

Sarah Boberg (* 25. August 1966) ist eine dänische Theater- und Filmschauspielerin.

## Leben
Sarah Boberg ist die Tochter des Malers Jørgen Boberg. Sie wurde 1988 bis 1992 in New York City am Lee Strasberg Theatre and Film Institute und am William Esper Studio ausgebildet. Danach war sie als Theater-Schauspielerin in Dänemark aktiv, ab 2000 verlagerte sich die Haupttätigkeit zu Filmen und Fernsehserien. Für ihre Rolle als Connie in Die Bank wurde sie 2001 für den Bodil und den Robert als beste Nebendarstellerin nominiert. 2009 gewann sie diese beiden Filmpreise für ihre Rolle der Karen in Worlds Apart. Ab 2011 spielte sie Lillian in der Serie Die Brücke – Transit in den Tod.

## Filmografie (Auswahl)
- 2000: Die Bank (Bænken)
- 2000–2002: Hotellet (Fernsehserie, 31 Folgen)
- 2002: Tinke – Kleines starkes Mädchen (Ulvepigen Tinke)
- 2004: Forsvar (Fernsehserie, 9 Folgen)
- 2008: Worlds Apart (To Verdener)
- 2008: Was niemand weiß (Det som ingen ved)
- 2009: Flugten
- 2011–2018: Die Brücke – Transit in den Tod (Broen, Fernsehserie, 32 Folgen)
- 2015: Rastløs (Kurzfilm)
- 2018: Wonderful Copenhagen
- 2020: Ökozid